# 新烏克蘭卡 (巴甫利夫斯凱市鎮)
48°2′34″N 35°32′21″E / 48.04278°N 35.53917°E
新烏克蘭卡（烏克蘭語：Новоукраїнка）是位於烏克蘭東南部的村莊，由扎波羅熱州扎波羅熱区的巴甫利夫斯凱市鎮負責管轄。該村距離維夫恰爾內、舍夫琴科韋和索洛內2公里，始建於1770年，面積0.825平方公里。